# ミラノ〜サンレモ2010
ミラノ〜サンレモ2010は、ミラノ〜サンレモの101回目のレース。2010年3月20日に行われた。

## 概要
チプレッサとポッジョの上りで縮小された25名程の集団スプリントを制したオスカル・フレイレが、2007年以来3年ぶり3度目の優勝を果たした。前年覇者のマーク・カヴェンディッシュはチプレッサの上りで遅れ、6分12秒遅れの89位に終わった。
日本人選手は別府史之と新城幸也が出場。別府は10分7秒遅れの113位で完走。新城は途中リタイアに終わった。

## 結果
ミラノからサンレモまで、全行程298km。
|     | 選手名                   | 国籍         | チーム                           | 時間          |
| --- | ------------------------ | ------------ | -------------------------------- | ------------- |
| 1   | オスカル・フレイレ       | スペイン     | ラボバンク                       | 6時間57分28秒 |
| 2   | トム・ボーネン           | ベルギー     | クイックステップ                 | 同            |
| 3   | アレサンドロ・ペタッキ   | イタリア     | ランプレ・ファルネーゼ＝ヴィーニ | 同            |
| 4   | サカ・モドロ             | イタリア     | コルナゴ・CSF＝イノックス        | 同            |
| 5   | ダニエーレ・ベンナーティ | イタリア     | リクイガス・ドイモ               | 同            |
| 6   | トル・フースホフト       | ノルウェー   | サーヴェロ・テストチーム         | 同            |
| 7   | フランチェスコ・ジナンニ | イタリア     | アンドローニ・ジョカットーリ     | 同            |
| 8   | マキシム・イグリンスキー | カザフスタン | アスタナ                         | 同            |
| 9   | フィリップ・ジルベール   | ベルギー     | オメガファーマ・ロット           | 同            |
| 10  | ルカ・パオリーニ         | イタリア     | アクア & サポーネ                | 同            |
| 113 | 別府史之                 | 日本         | チーム・レディオシャック         | +10分07秒     |